# Willibald von Langermann und Erlencamp
Willibald Karl Moritz Robert Rudolf Freiherr von Langermann und Erlencamp (29 mars 1890 à Karlsruhe - 3 octobre 1942 à Storoshewoje (ru)) est un General der Panzertruppe allemand qui a servi au sein de la Wehrmacht pendant la Seconde Guerre mondiale.
Il a été récipiendaire de la croix de chevalier de la croix de fer avec feuilles de chêne. La croix de chevalier de la croix de fer et son grade supérieur, les feuilles de chêne, sont attribuées pour récompenser un acte d'une extrême bravoure sur le champ de bataille ou un commandement militaire avec succès.

## Biographie
Issu d'une famille aristocratique (de), il rejoint le 5e régiment de dragons de l'Armée impériale allemande en 1910. Pendant la Première Guerre mondiale, il atteint le grade de Hauptmann. Il est ensuite conservé dans le Reichswehr où il sert comme officier du personnel et est nommé commandant du 4e régiment de cavalerie en 1935. Il est promu Oberst en 1936 et en 1938 il est nommé inspecteur des transports par chevaux et automobile.
Le 1er mars 1940, il est promu Generalmajor et le 7 mai 1940, il est commandant de la 29e division d'infanterie. Pour avoir traversé avec succès le canal de la Marne au Rhin et avoir poussé son avance jusqu'à la frontière suisse, il reçoit la croix de chevalier de la croix de fer le 15 août 1940.
En septembre 1940, il reçoit le commandement de la 4e division blindée qu'il conduit pendant les premières étapes de l'opération Barbarossa. En janvier 1942, il est promu Generalleutnant et le commandant-général du XXIV. Panzerkorps et il dirige l'avance allemande sur Voronej. Le 17 février 1942, il reçoit les feuilles de chêne à sa croix de chevalier. Le 1er juin 1942, il est promu General der Panzertruppe. Durant l'offensive de l'été 1942, il dirige son corps d'armée le long du fleuve Don en Russie. Il décède lors d'une visite sur le front le 3 octobre 1942.

## Décorations
- Croix de fer (1914)
  - 2e classe
  - 1re classe
- Croix d'honneur
- Médaille des Sudètes
- Agrafe de la croix de fer (1939)
  - 2e classe (30 mai 1940)
  - 1re classe (14 juin 1940)
- Insigne de combat des blindés
- Croix de chevalier de la croix de fer avec feuilles de chêne
  - Croix de chevalier le 15 août 1940 en tant que Generalmajor et commandant de la 29e division d'infanterie[1]
  - 75e feuilles de chêne le 17 février 1942 en tant que Generalmajor et commandant de la 4e Panzerdivision[2]
- Mentionné dans le bulletin quotidien radiophonique Wehrmachtbericht (5 octobre 1942)